# Cardcaptor Sakura
Cardcaptor Sakura (jap. カードキャプターさくら  Kādokyaputā Sakura; zapisywane także jako Card Captor Sakura oraz skrótowo CCS) – manga zespołu mangaczek Clamp. Seria ta wydawana była w magazynie Nakayoshi przez wydawnictwo Kōdansha w latach 1996–2000. Od 2016 roku wydawany jest sequel mangi, zatytułowany Cardcaptor Sakura: Clear Card-hen (jap.  カードキャプターさくら　クリアカード編 Kādokyaputā Sakura kuriakādo-hen).
Na podstawie mangi powstały trzy serie anime, dwa filmy kinowe i kilka odcinków specjalnych. Na podstawie sequela również powstaje seria anime.
Większość postaci z Cardcaptor Sakura pojawia się również w nowszych mangach Clamp, takich jak Tsubasa Reservoir Chronicle i ×××HOLiC.
Manga jest wydawana w Polsce od 2019 roku przez wydawnictwo Waneko. Pierwszy tom ukazał się również w 2002 roku w „Mangamiksie”.

## Fabuła
10-letnia Sakura Kinomoto otwiera tajemniczą książkę i tym samym powoduje, że Karty Clowa, które się w niej znajdowały, uciekły i rozproszyły się po okolicy. Sakura posiada jednak specjalne moce, których częścią jest również łamanie magicznych pieczęci i jej obowiązkiem staje się ponowne odzyskanie straconych kart. Zadanie obejmuje odnalezienie każdej karty, stoczenie z nią magicznej walki i ponowne zapieczętowanie jej. Asystuje jej w tym Cerberus (Kerberos, znany również jako Kero-chan), Beast of the Seal ("Bestia Pieczęci") wyznaczony do pilnowania kart, ale który sobie smacznie spał, gdy Sakura otworzyła Książkę Clow. Kero-chan, który przez większość serii wygląda jak pluszowa maskotka, wspomaga Sakurę, podczas gdy ona rozwija swoje moce jako Cardcaptor.

### Clow Card Arc(jap.クロウカード編Kurou Kādo-hen)(1–46)
Pierwszy i drugi sezon anime oraz pierwsze sześć tomów mangi skupia się na zadaniu Sakury polegającym na pochwyceniu zbiegłych Clow Cards. Cerberus w tym celu pełni rolę jej przewodnika i mentora, podczas gdy jej koleżanka z klasy i najlepsza przyjaciółka Tomoyo Daidouji asystuje w tworzeniu kostiumów dla Sakury i filmowaniu jej przygód. Sakura również współzawodniczy ze Syaoranem Li, potomkiem twórcy Clow Cards, Clow Reeda, w ich pochwyceniu. 

### Gekijōban Cardcaptor Sakura
Fabuła Gekijōban Cardcaptor Sakura (jap. 劇場版カードキャプターさくら Gekijōban Kādokyaputā Sakura) dzieje się pomiędzy odcinkami 35 i 36 pierwszego i drugiego sezonu. Film zabiera Sakurę i spółkę do Hongkongu podczas ich ferii zimowych. Sakura wciąż jest w trakcie wykonywania zadania pochwycenia Clow Cards. Sakura musi stawić czoło nowym wyzwaniom, niektóre z nich mają miejsce w złowieszczych snach. Sakura musi pokonać mściwą czarownicę pokonaną w przeszłości przez Clow Reeda bądź stracić swoją rodzinę i przyjaciół.

### Sakura Card Arc(jap.さくらカード編Sakura Kādo-hen)(47–70)
Trzeci sezon anime i sześć ostatnich tomów mangi wprowadza paru nowych bohaterów, wliczając w to tajemniczego Eriola Hiiragizawa. Odkąd Sakura stała się nowym Master of the Clow Cards musi zmienić je pod wpływem swojej magii w Sakura Cards. W tym samym czasie, nowe dziwne zakłócenia mają miejsce w Tomoeda, które zwiększają presję na wykonaniu zadania przez Sakurę. Tymczasem Syaoran zakochuje się w Sakurze i próbuje znaleźć drogę jak okazać jej swoje uczucia.

### Cardcaptor Sakura fūin sareta Card
Gekijōban Cardcaptor Sakura fūin sareta Card (jap. 劇場版カードキャプターさくら 封印されたカード  Gekijōban Kādokyaputā Sakura fūin sareta kādo) – Akcja dzieje się po zakończeniu trzeciego sezonu anime. Film przybliża nam relacje pomiędzy Sakurą i Syaoranem, które zostały niewytłumaczone w ostatnim odcinku serii TV. Tak jak pierwszy film, drugi film nie wzoruje się na żadnym wydarzeniu przedstawionym w mandze, jednakże dokańcza anime w odrobinę innym stylu. Syaoran już wyznał Sakurze swoje uczucia, ale ona jeszcze nie dała mu odpowiedzi. Sprawy zdają się przybierać korzystny obrót, gdy Syaoran w czasie lata przybywa do Tomoeda i bierze udział w szkolnej zabawie wraz z Sakurą podczas festiwalu Nadeshiko. Jednakże, Sakura ma wiele innych pilnych zajęć oprócz znalezienia chwilki czasu, by wyznać uczucia Syaoranowi. Dziwne moce zaczynają wykradać Sakura Cards i wymazywać częściowo szkołę Tomoeda. W niedługim czasie, Sakura musi stawić czoło kacie Clowa zwanej The Nothing (Nic), przeciwieństwie 52 Sakura Cards posiadającej tak wiele złej mocy, co wszystkie jej dobre karty razem wzięte.

## Bohaterowie

### Główni
- Sakura Kinomoto (jap. 木之本 桜 Kinomoto Sakura)

Seiyū: Sakura Tange 
- Syaoran Li (jap. リ・シャオラン Ri Syaoran)

Seiyū: Motoko Kumai 
- Kerberos (jap. ケルベロス Keruberosu)

Seiyū: Aya Hisakawa, Masaya Onosaka 
- Tomoyo Daidouji (jap. 大道寺 知世 Daidōji Tomoyo)

Seiyū: Junko Iwao 
- Meiling Li (jap. リ・メイリン Ri Meirin)

Seiyū: Yukana Nogami 

### Rodzina Kinomoto
- Touya Kinomoto (jap. 木之本 桃矢 Kinomoto Tōya)

Seiyū: Tomokazu Seki 
- Fujitaka Kinomoto (jap. 木之本 藤隆 Kinomoto Fujitaka)

Seiyū: Hideyuki Tanaka 
- Nadeshiko Kinomoto (jap. 木之本 撫子 Kinomoto Nadeshiko)

Seiyū: Yūko Minaguchi 

### Szkoła Tomoeda
- Chiharu Mihara (jap. 三原 千春 Mihara Chiharu)

Seiyū: Miwa Matsumoto 
- Rika Sasaki (jap. 佐々木 利佳 Sasaki Rika)

Seiyū: Tomoko Kawakami 
- Naoko Yanagisawa (jap. 柳沢 奈緒子 Yanagisawa Naoko)

Seiyū: Emi Motoi 
- Takashi Yamazaki (jap. 山崎 貴史 Yamazaki Takashi)

Seiyū: Issei Miyazaki 
- Kaho Mizuki (jap. 観月 歌帆 Mizuki Kaho)

Seiyū: Emi Shinohara 
- Yoshiyuki Terada (jap. 寺田良幸 Terada Yoshiyuki)

Seiyū: Tōru Furusawa, Katsuyuki Konishi 

### Istoty magiczne
- Yukito Tsukishiro / Yue (jap. 月城 雪兎 / 月 Tsukishiro Yukito / Yue)

Seiyū: Megumi Ogata 
- Eriol Hiragizawa (jap. 柊沢 エリオル Hiragizawa Erioru)

Seiyū: Nozomu Sasaki 
- Spinel Sun (jap. スピネル・サン Supineru San)

Seiyū: Katsuyuki Konishi 
- Nakuru Akizuki / Ruby Moon (jap. ルビー・ムーン / 秋月 奈久留 Rubī Mūn / Akizuki Nakuru)

Seiyū: Ryōka Yuzuki 
- Clow Reed (jap. クロウ・リード Kurou Rīdo)

Seiyū: Kazuo Hayashi 

### Inni
- Sonomi Daidouji (jap. 大道寺 園美 Daidōji Sonomi)

Seiyū: Miki Itō 
- Masaki Amamiya (jap. 雨宮 真嬉 Amamiya Masaki)

Seiyū: Osamu Saka 

## Manga
Manga ukazywała się w magazynie Nakayoshi od czerwcowego numeru czasopisma w 1996 roku, ostatni rozdział pojawił się w tym samym czasopiśmie w sierpniowym numerze w 2000 roku.
| Nr | Język japoński    | Język japoński         | Język polski      | Język polski           |
| Nr | Data wydania      | ISBN                   | Data wydania      | ISBN                   |
| -- | ----------------- | ---------------------- | ----------------- | ---------------------- |
| 1  | 20 listopada 1996 | ISBN 978-4-06-319743-3 | 11 marca 2019     | ISBN 978-83-8096-535-5 |
| 2  | 1 kwietnia 1997   | ISBN 978-4-06-319791-4 | 10 maja 2019      | ISBN 978-83-8096-536-2 |
| 3  | 1 sierpnia 1997   | ISBN 978-4-06-319844-7 | 10 lipca 2019     | ISBN 978-83-8096-537-9 |
| 4  | 1 grudnia 1997    | ISBN 978-4-06-319881-2 | 10 września 2019  | ISBN 978-83-8096-537-9 |
| 5  | 1 kwietnia 1998   | ISBN 978-4-06-319924-6 | 12 listopada 2019 | ISBN 978-83-8096-539-3 |
| 6  | 6 lipca 1998      | ISBN 978-4-06-333954-3 | 9 stycznia 2020   | ISBN 978-83-8096-540-9 |
| 7  | 6 listopada 1998  | ISBN 978-4-06-333989-5 | 10 marca 2020     | ISBN 978-83-8096-541-6 |
| 8  | 5 marca 1999      | ISBN 978-4-06-334049-5 | 11 maja 2020      | ISBN 978-83-8096-542-3 |
| 9  | 15 lipca 1999     | ISBN 978-4-06-334099-0 | 10 lipca 2020     | ISBN 978-83-8096-544-7 |
| 10 | 1 grudnia 1999    | ISBN 978-4-06-334259-8 | 10 września 2020  | ISBN 978-83-8096-545-4 |
| 11 | 18 lutego 2000    | ISBN 978-4-06-334286-4 | 10 listopada 2020 | ISBN 978-83-8096-546-1 |
| 12 | 26 lipca 2000     | ISBN 978-4-06-334326-7 | 11 stycznia 2021  | ISBN 978-83-8096-547-8 |

### Cardcaptor Sakura: Clear Card
Powstawanie serii zostało ogłoszone 3 marca 2016 roku w kwietniowym numerze czasopisma Nakayoshi wydawnictwa Kōdansha. Pierwszy rozdział mangi ukazał się w tym magazynie 3 czerwca 2016 roku, w lipcowym numerze. Ostatni rozdział tej mangi ukazał się 1 grudnia 2023. Całość została wydana w 16 tomikach.
Pierwszy tom tej mangi w okresie od 2 grudnia 2016 roku do 19 listopada 2017 roku został sprzedany w 536 453 egzemplarzach. 
| Nr | Data wydania (język japoński) | ISBN (język japoński)  |
| -- | ----------------------------- | ---------------------- |
| 1  | 2 grudnia 2016                | ISBN 978-4-06-393099-3 |
| 2  | 1 kwietnia 2017               | ISBN 978-4-06-393171-6 |
| 3  | 13 września 2017              | ISBN 978-4-06-393099-3 |
| 4  | 30 marca 2018                 | ISBN 978-4-06-511307-3 |
| 5  | 3 września 2018               | ISBN 978-4-06-513039-1 |
| 6  | 3 kwietnia 2019               | ISBN 978-4-06-514999-7 |
| 7  | 3 września 2019               | ISBN 978-4-06-517074-8 |
| 8  | 1 kwietnia 2020               | ISBN 978-4-06-517913-0 |
| 9  | 13 października 2020          | ISBN 978-4-06-521033-8 |
| 10 | 1 kwietnia 2021               | ISBN 978-4-06-522870-8 |
| 11 | 13 października 2021          | ISBN 978-4-06-524903-1 |
| 12 | 1 kwietnia 2022               | ISBN 978-4-06-527161-2 |
| 13 | 13 października 2022          | ISBN 978-4-06-529235-8 |
| 14 | 31 marca 2023                 | ISBN 978-4-06-531188-2 |
| 15 | 13 listopada 2023             | ISBN 978-4-06-533132-3 |
| 16 | 1 kwietnia 2024               |                        |

## Anime

### Filmy
Oba filmy zostały wyprodukowane przez studio Madhouse.
| N/o | Tytuł | Premiera         |
| --- | --- | ---------------- |
| 1   | Gekijōban Cardcaptor Sakura Gekijōban kādokyaputā Sakura (劇場版カードキャプターさくら)                                                    | 21 sierpnia 1999 |
| 2   | Gekijōban Cardcaptor Sakura fūin sareta Card Gekijōban Kādokyaputā Sakura fūin sareta kādo (劇場版カードキャプターさくら 封印されたカード) | 15 lipca 2000    |